# Nuestra Señora de la Concepción (La Orotava)

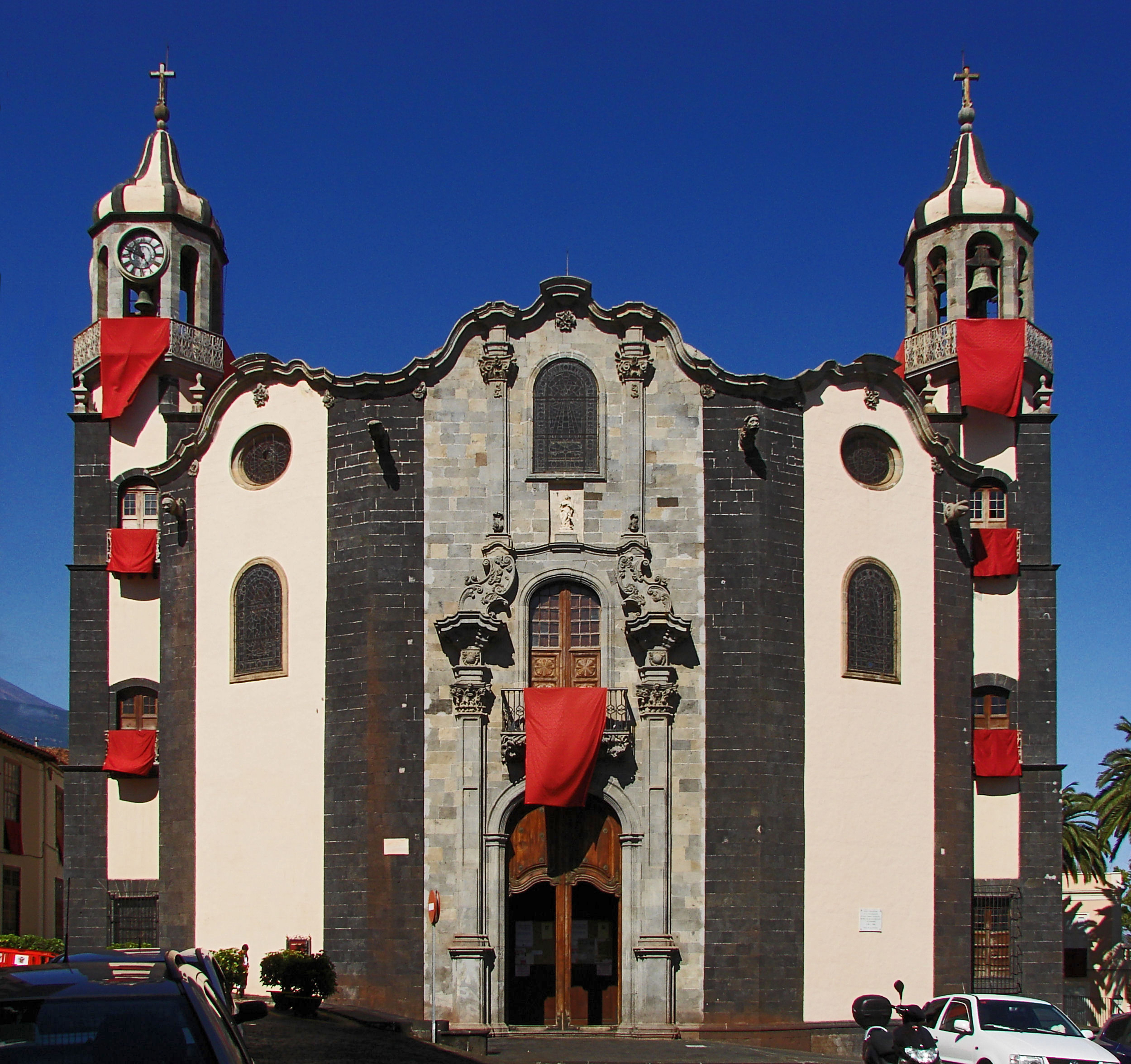
Die Kirche Nuestra Señora de la Concepción in La Orotava, Ostfassade

Die Gemeindekirche Nuestra Señora de la Concepción (Parroquia de la Inmaculada Concepción de la Virgen María) ist die Hauptkirche der Stadt La Orotava auf der Insel Teneriffa. Ihr charakteristisches Merkmal ist die Kuppel, deren Design von der Kuppel der Kathedrale von Florenz in Italien inspiriert ist.

## Geschichte
Im Jahr 1498 wurde mit dem Bau einer Kapelle am derzeitigen Standort der Kirche begonnen. Diese Kapelle wurde im Lauf der Zeit zu einer Gemeindekirche mit mehreren Seitenkapellen erweitert. Durch die Erdbeben, die in den Jahren 1704 bis 1705 einen Vulkanausbruch in Güímar begleiteten, wurde das Gebäude stark beschädigt. Alle Versuche, die Schäden in den folgenden Jahren zu beseitigen, waren erfolglos, so dass Abriss und Neubau der Kirche beschlossen wurden. Im Jahr 1768 wurde der Grundstein zum Neuaufbau der Kirche gelegt.
An der Finanzierung des Kirchenneubaus zeigt sich die Verbundenheit ehemaliger, ausgewanderter Einwohner mit ihrer Stadt, so wurde eine große Spendensumme von Emigranten aufgebracht, die aus dem Orotavatal stammten und nach Südamerika und der Karibik ausgewandert waren. Darüber hinaus leistete König Karl III. dadurch einen Beitrag zum Bau der Kirche, die unter seiner Schirmherrschaft stand, dass er der Gemeinde im Jahr 1769 erlaubte, zwei zusätzliche Schiffsladungen von insgesamt 300 Tonnen Wein und Branntwein nach Venezuela zu verschiffen und frei von Abgaben im Hafen von La Guaira zu verkaufen. Im Jahr 1775 wurde diese Aktion mit 200 Tonnen Ladung wiederholt. An der Fassade wird an diese Ereignisse mit der Abbildung zweier Erdkugeln erinnert. Die Kugel auf der Südseite des Hauptportals zeigt die Inseln der Karibik, die Kugel auf der Nordseite zeigt die Kanarischen Inseln.
Nach zehnjähriger Bauzeit wurden die Baupläne im Jahr 1778 zur Genehmigung nach Madrid geschickt. Nach weiteren sieben Jahren kamen die korrigierten Pläne wieder in La Orotava an. Es wurde verlangt, dass die Kirche mit einer Kuppel und das Dach mit einem Tonnengewölbe abschließen sollte. Darüber hinaus sollte der alte Hauptaltar mit dem Holzretabel durch ein Tabernakel aus Marmor ersetzt werden. Das zu diesem Zeitpunkt weitgehend fertiggestellte Gebäude wurde durch die örtlichen Baumeister den neuen Planvorgaben angepasst, soweit das ohne Abrissmaßnahmen möglich war. Im Jahr 1788 wurde die Kirche durch den Bischof der Kanaren geweiht. Seit 1948 steht die Kirche unter Denkmalschutz.

## Außenansicht

### Ostfassade

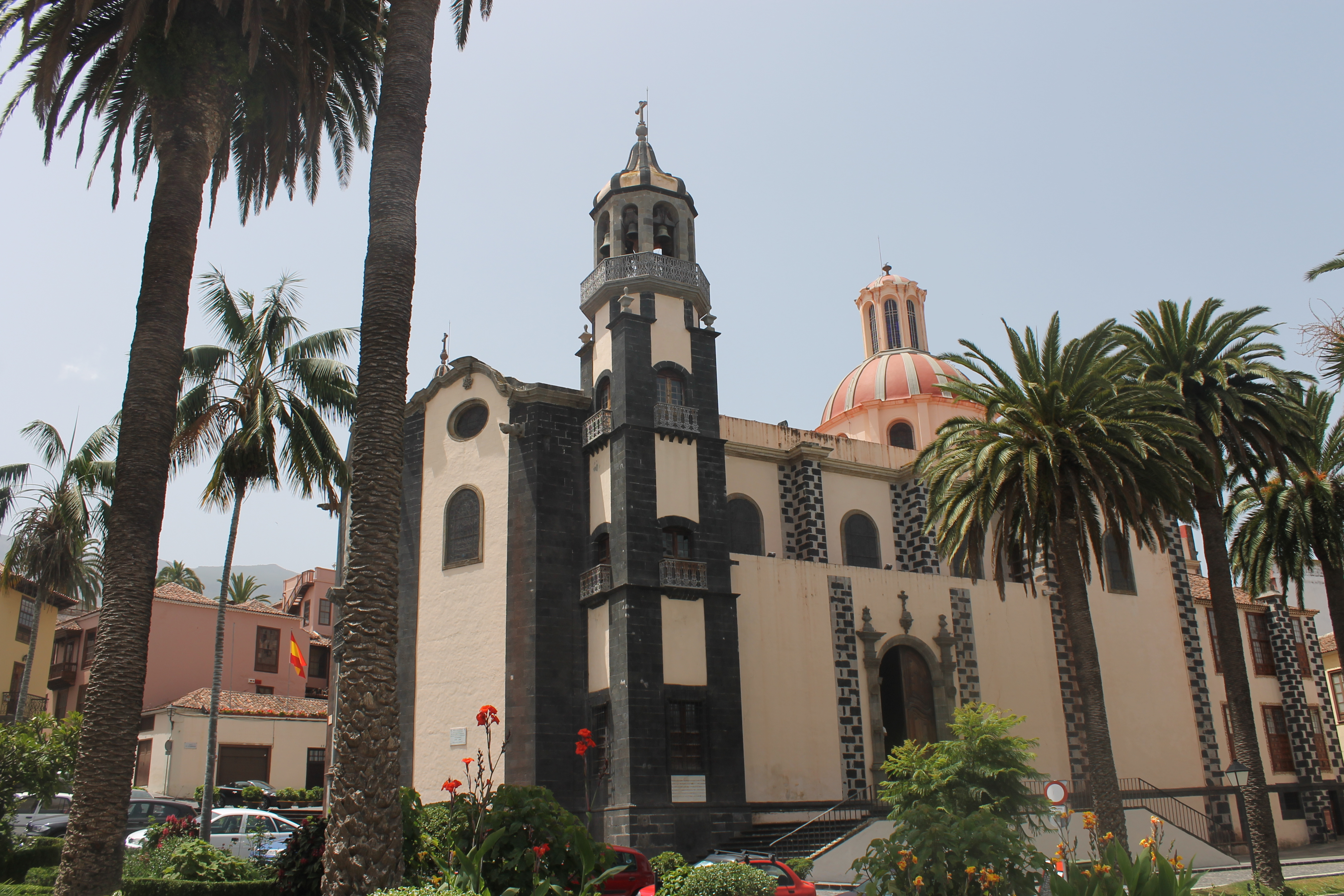
Nordfassade, Gesamtansicht

Die nach Osten gerichtete Hauptfassade zeigt die typischen Merkmale des Spätbarocks. Die konvex nach außen gewölbte Grundform teilt sich in drei klar begrenzte Bereiche: Die Mitte mit dem Portal, die etwas zurückgesetzten Seitenteile, und die zwei Türme. Diese Türme erreichen eine Höhe von 24 Metern und sind in drei Körper geteilt. Ausgehend von einer Basis auf quadratischem Grundriss gehen sie im oberen Teil in ein Oktogon mit Öffnungen über. Den Abschluss bilden zwiebelförmige Kuppeln. Der Nordturm war bei der Einweihung der Kirche bereits fertiggestellt, der Südturm hingegen wurde erst im Jahr 1822 vollendet. In diesem Südturm befindet sich seit Anfang des 20. Jahrhunderts eine Turmuhr.
Der Mittelteil der Fassade zeigt die stärkste Ornamentierung. Von besonderer Bedeutung ist das halbkreisförmige Portal, das von zwei Pilastern mit stark ausgearbeiteten Kapitellen umrahmt wird. Darüber befinden sich auskragende Gesimse, die ein Dach über den Halbkugeln bilden. Die Hemisphärendarstellung mit Antillen (Südseite) und Kanarischen Inseln (Nordseite) bezieht sich auf die oben geschilderte Baufinanzierung und repräsentiert die Verbundenheit mit den dort ansässigen Spendern.
Oberhalb eines stark ornamentierten volutenartigen Zwischenstücks erheben sich kleinere Pilaster, die einen Eindruck von größerer Höhe und Eleganz vermitteln. Im Mittelpunkt der Fassade befindet sich ein Balkon, der von einer Konsole getragen wird. Die Konsole ist mit floraler Dekoration mit Rokokoanklängen und zwei Adlern geschmückt. Im oberen Bereich der Fassade, zwischen der Tür zum Balkon und einem Fenster, befindet sich eine kleine Nische mit einer Statue der Namensgeberin der Kirche.
Die Dekoration der Fassade endet in einem geschwungenen Gesims, das die Mitte und die Seitenteile nach oben abschließt. Unterhalb dieses Abschlusses befinden sich vier Wasserspeier, die außer zur Dekoration auch dazu dienen, das Wasser der Dachfläche abzuleiten.

### Nordfassade

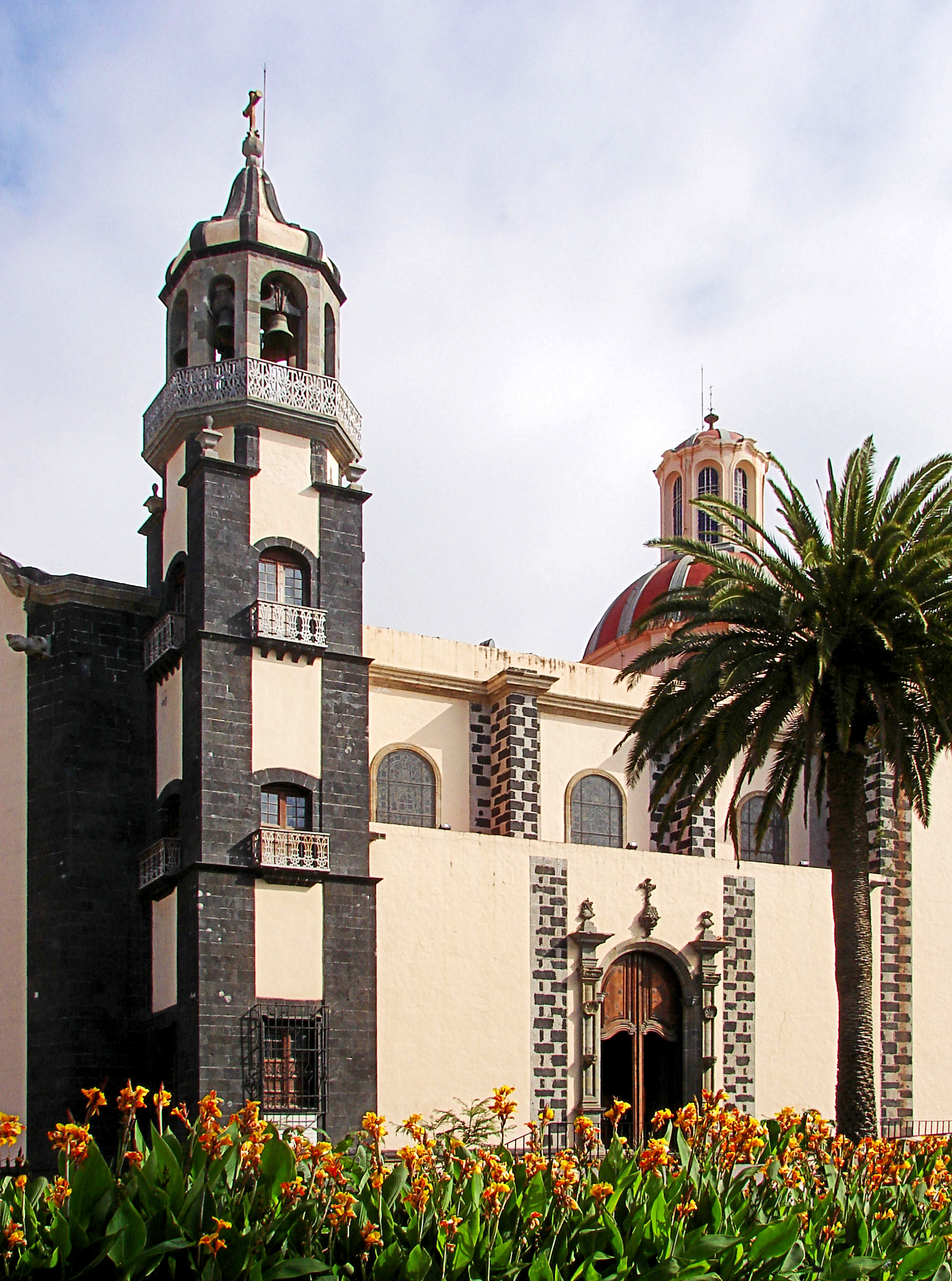
Nordfassade

An der Nordseite befand sich der Haupteingang der Vorgängerkirche. An der Fassade finden sich teilweise Dekorationselemente im Renaissancestil. Eine große Eingangstür wird eingerahmt von zwei Pilastern mit kleinen Nischen für Figuren, in denen allerdings nie Figuren aufgestellt waren. Über dem Halbkreisbogen befindet sich ein reich verziertes Kreuz. Im unteren Bereich des Turmes wird auf einer Gedenktafel an die Grundsteinlegung im Jahr 1768 erinnert.

### Südfassade
Auf der Südseite der Kirche befindet sich eine ebenso große Tür wie auf der Nordseite. Ihre Umrandung ist allerdings erheblich einfacher gestaltet als die ihres Pendants auf der Nordseite. Sie ist mit in die Wand eingelassene kannelierten Drei-Viertel-Säulen mit einfachen Kapitellen dekoriert, an die sich ein Halbkreisbogen anschließt. Von der Straßenebene führen Stufen auf das Niveau der Kirche hinunter. Aufgrund des hier nur sehr geringen Betrachtungsabstandes wirken die Gegengewichte, die das Gewölbe halten, auf der Südseite besonders mächtig. Bei Renovierungsarbeiten wurden vor einiger Zeit Verzierungen freigelegt, mit denen die Fenster der Sakristei umrandet waren.

## Innenraum

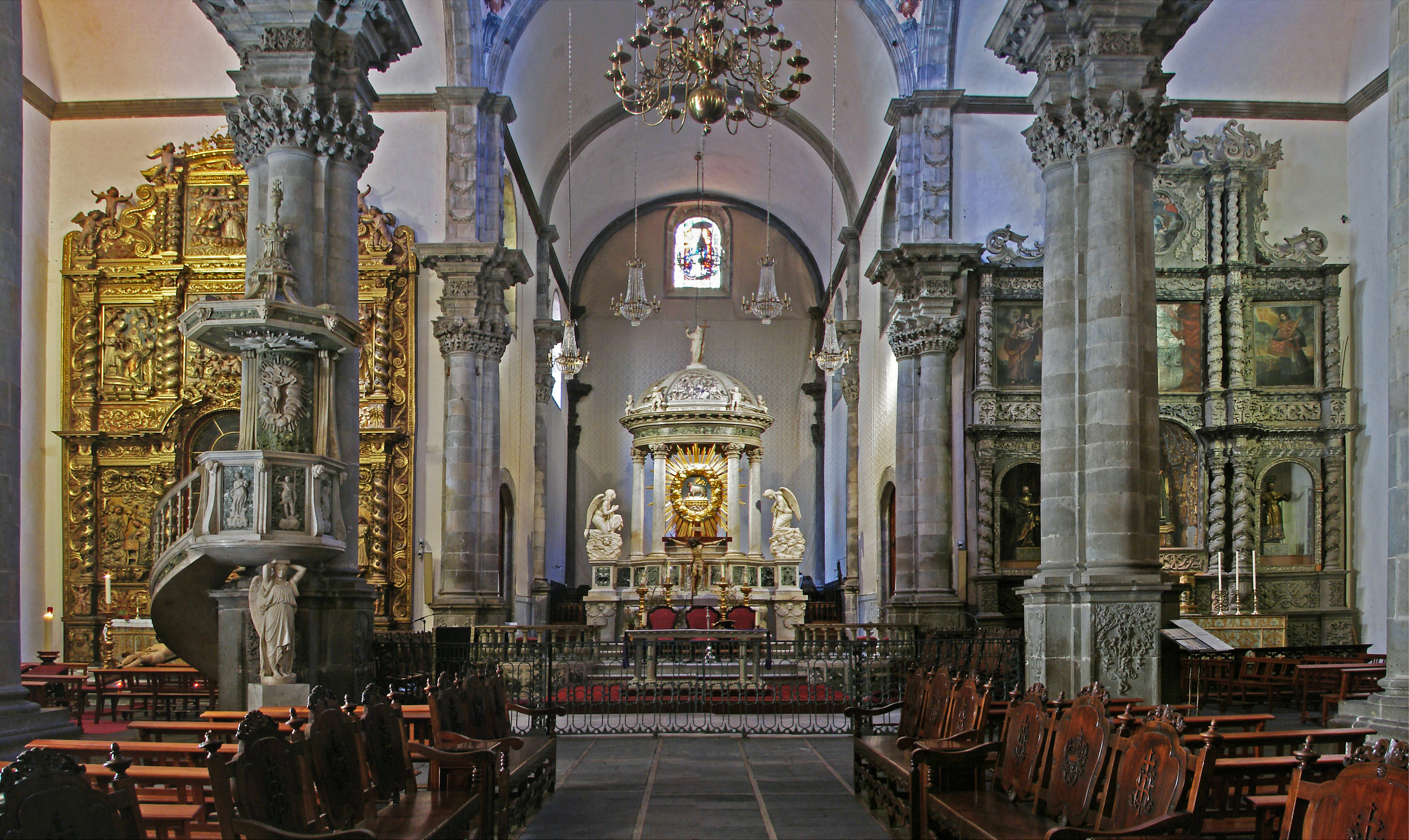
Die Kirche Nuestra Señora de la Concepción in La Orotava, Blick nach Westen

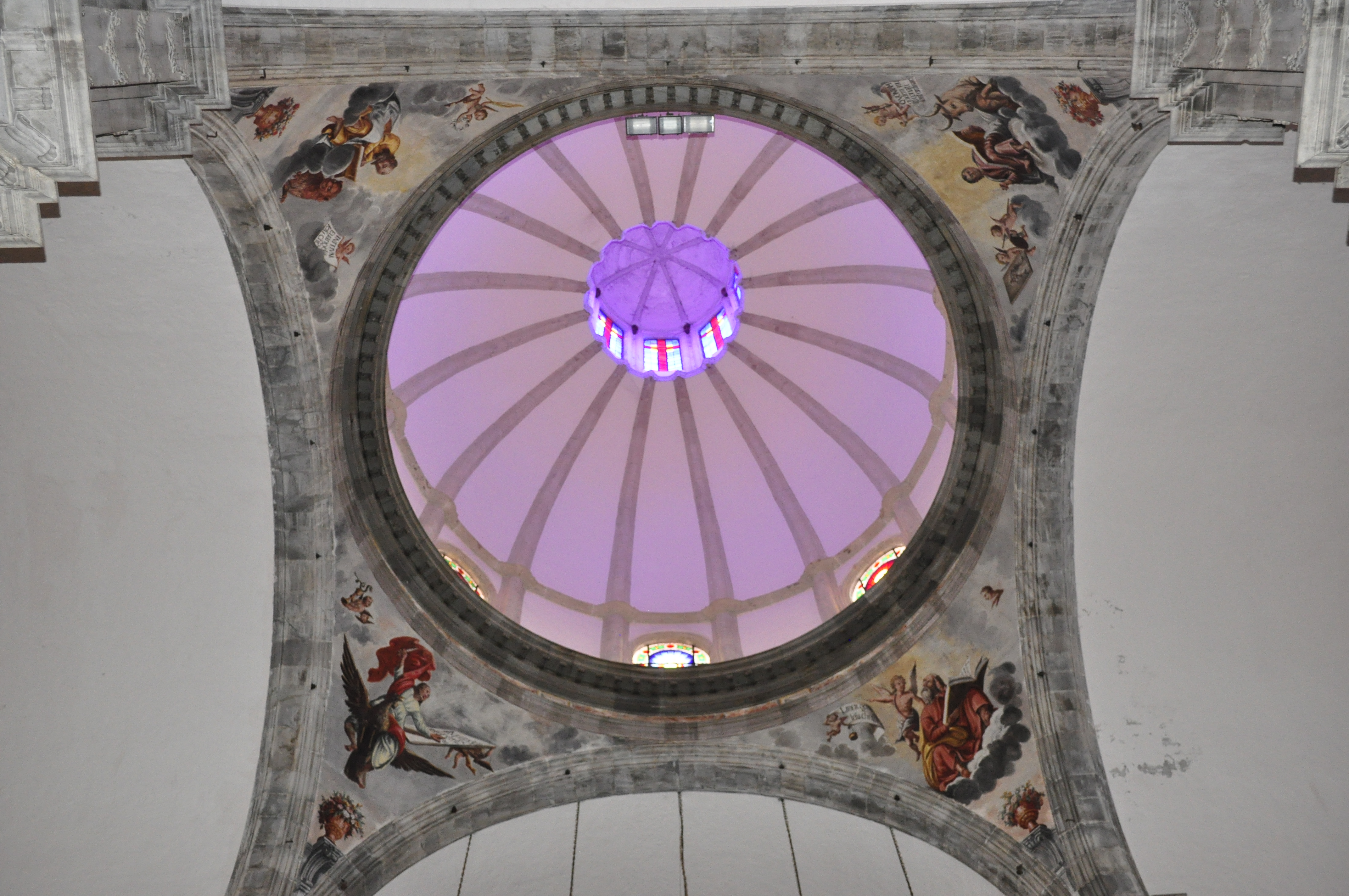
Kuppel Hauptschiff Nuestra Señora de la Concepción

Der Innenraum besteht aus drei großen Schiffen und sechs Seitenkapellen, drei auf jeder Seite. Die Kapellen werden durch Mauern abgetrennt, die das Gewicht des Gewölbes aufnehmen. Der Altarraum hat die gleiche Höhe wie das Hauptschiff. Hinter dem Altarraum schließt sich ein weiteres, ebenso großes Joch für den Chor an, der sich, vom Hauptschiff aus kaum sichtbar, hinter dem Tabernakel befindet. Die Kuppel wird von vier Säulenbündeln getragen, die auf der Seite des Altarraumes mit der Wand verbunden sind. Diese Säulenbündel besitzen korinthische Kapitelle. Über diesen Kapitellen befinden sich Gebilde in der Form einer umgekehrten Pyramide, auf denen weitere Pfeiler folgen. Es handelt sich hierbei um die Anpassung des bereits bestehenden Säulensystems an die veränderten Bauvorgaben, die ein Tonnengewölbe und eine Kuppel vorsahen. Das Hauptschiff und die Seitenschiffe schließen nach oben mit einem Tonnengewölbe ab. Die Kuppel wird durch 16 Rippen mit entsprechenden Füllflächen gebildet. Sie endet in einer Laterne, die acht mit Halbrundbogen abschließende Fenster enthält.

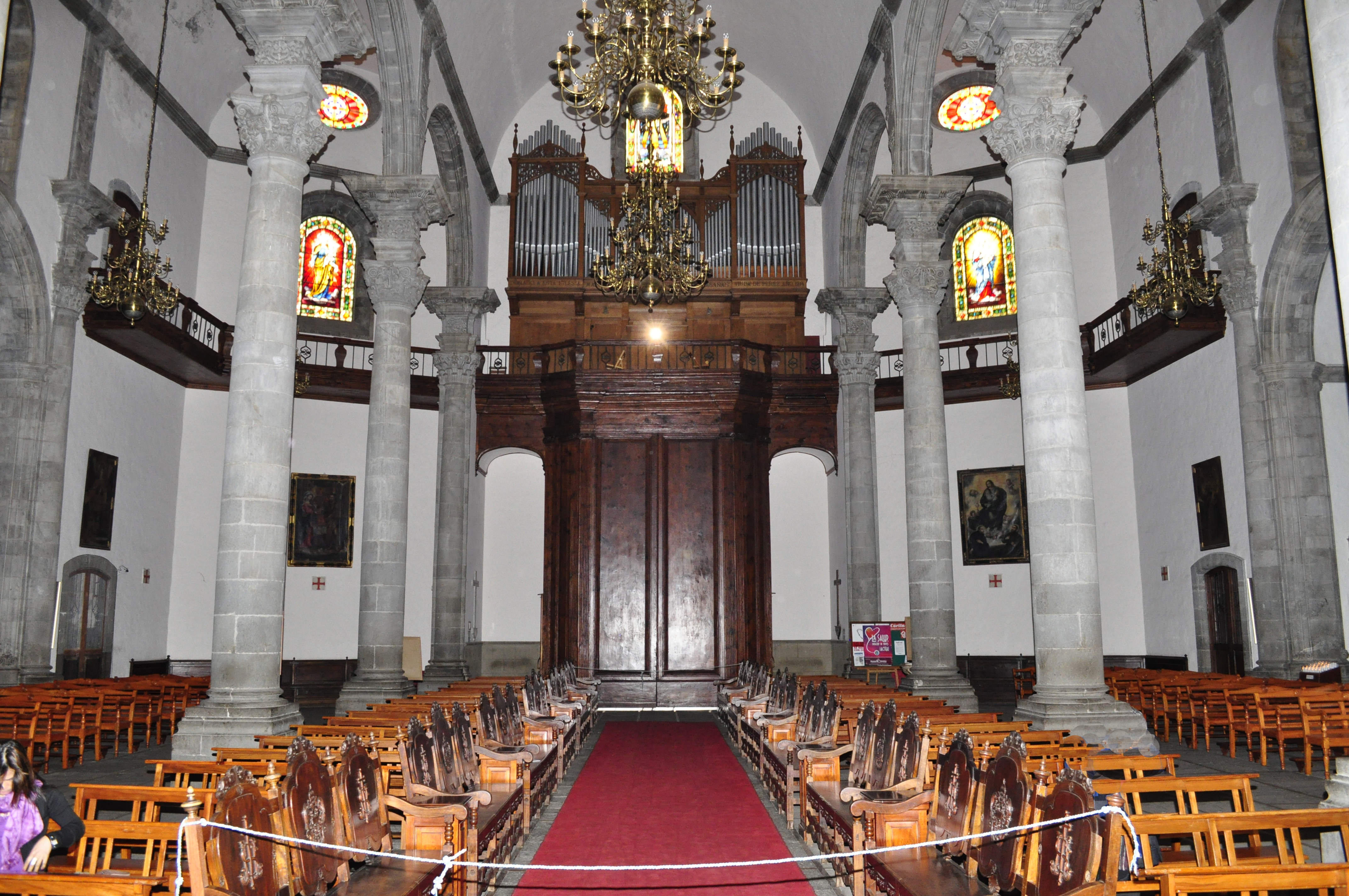
Orgel Nuestra Señora de la Concepción

### Tabernakel
Im Altarraum des Hauptschiffs steht ein tempelartiger Tabernakel. Das Werk im klassizistischen Stil wurde im Jahr 1822 in Genua in der Werkstatt Giuseppe Gagginis geschaffen. Die Materialien sind Marmor und Jaspis. An dem Entwurf war der Architekt José de Bethencourt y Molina entscheidend beteiligt. Auf den beiden Seitenflächen befinden sich Engel, die von Gaggini gestaltet wurden: ein Engel in der Haltung der Anbetung mit gesenktem Kopf und geschlossenen Augen, der andere in der Haltung der Kontemplation mit erhobenem Kopf. Der zentrale Teil, der Schrein, besteht aus Zedernholz und ist versilbert und vergoldet. Er wurde im Jahr 1827 von dem aus La Orotava stammenden Künstler Fernando Estévez geschaffen. Den oberen Abschluss des Tabernakels bildet eine Figur, die den Glauben darstellt.

### Kanzel

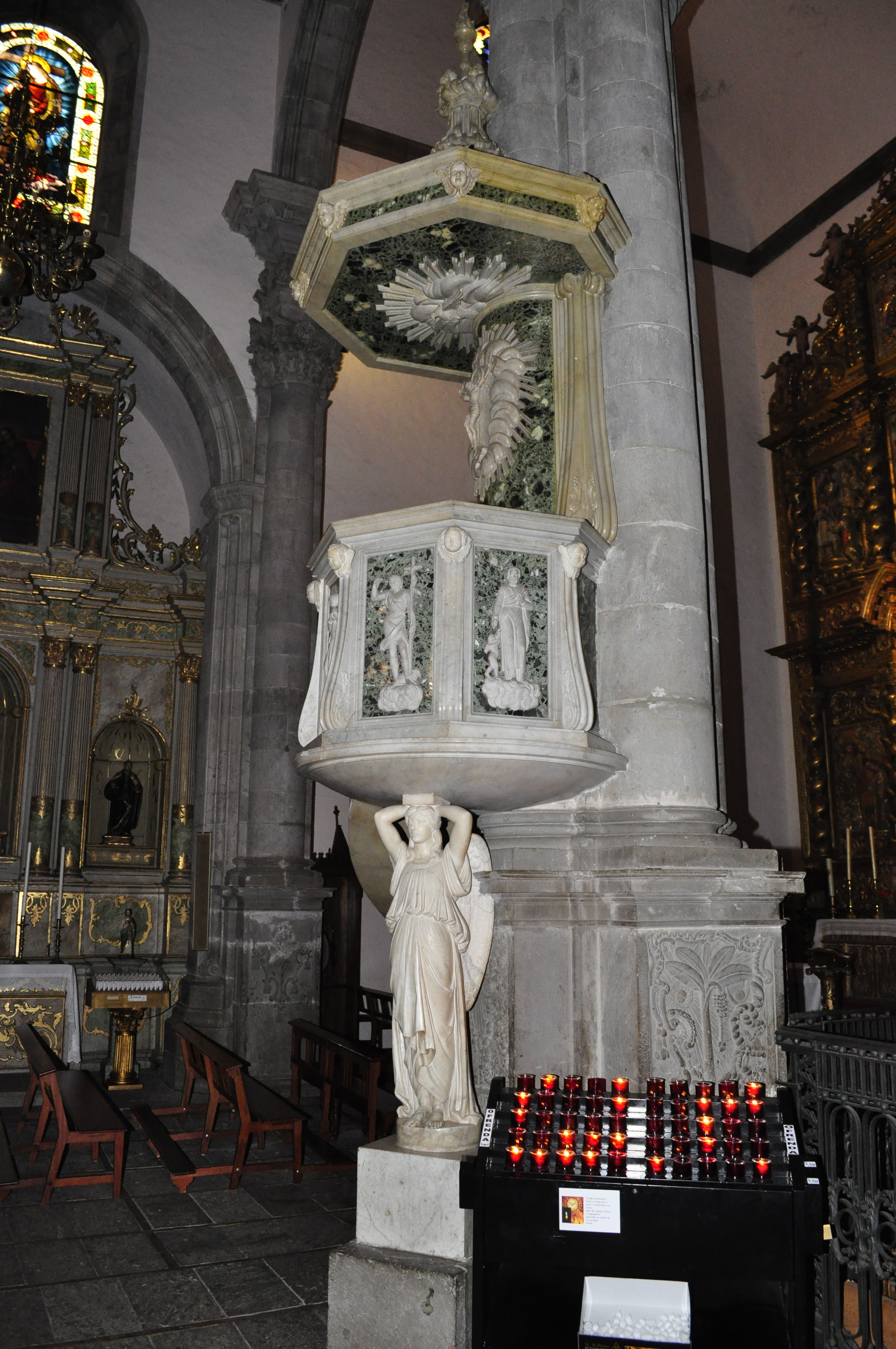
Kanzel linke Seite Hauptschiff Nuestra Señora de la Concepción (La Orotava)

Die Kanzel befindet sich zwischen dem linken Seitenschiff und dem Hauptschiff an einem der Säulenbündel, das die Kuppel trägt. Sie wurde in derselben Werkstatt und gleichzeitig mit dem Tabernakel aus gemasertem Marmor angefertigt. Der Kanzelkörper wird von einem Karyatidenengel getragen. Der Schalldeckel und das Relief des Heiligen Geistes stammen aus dem Jahr 1915.

### Altar der Unbefleckten Empfängnis

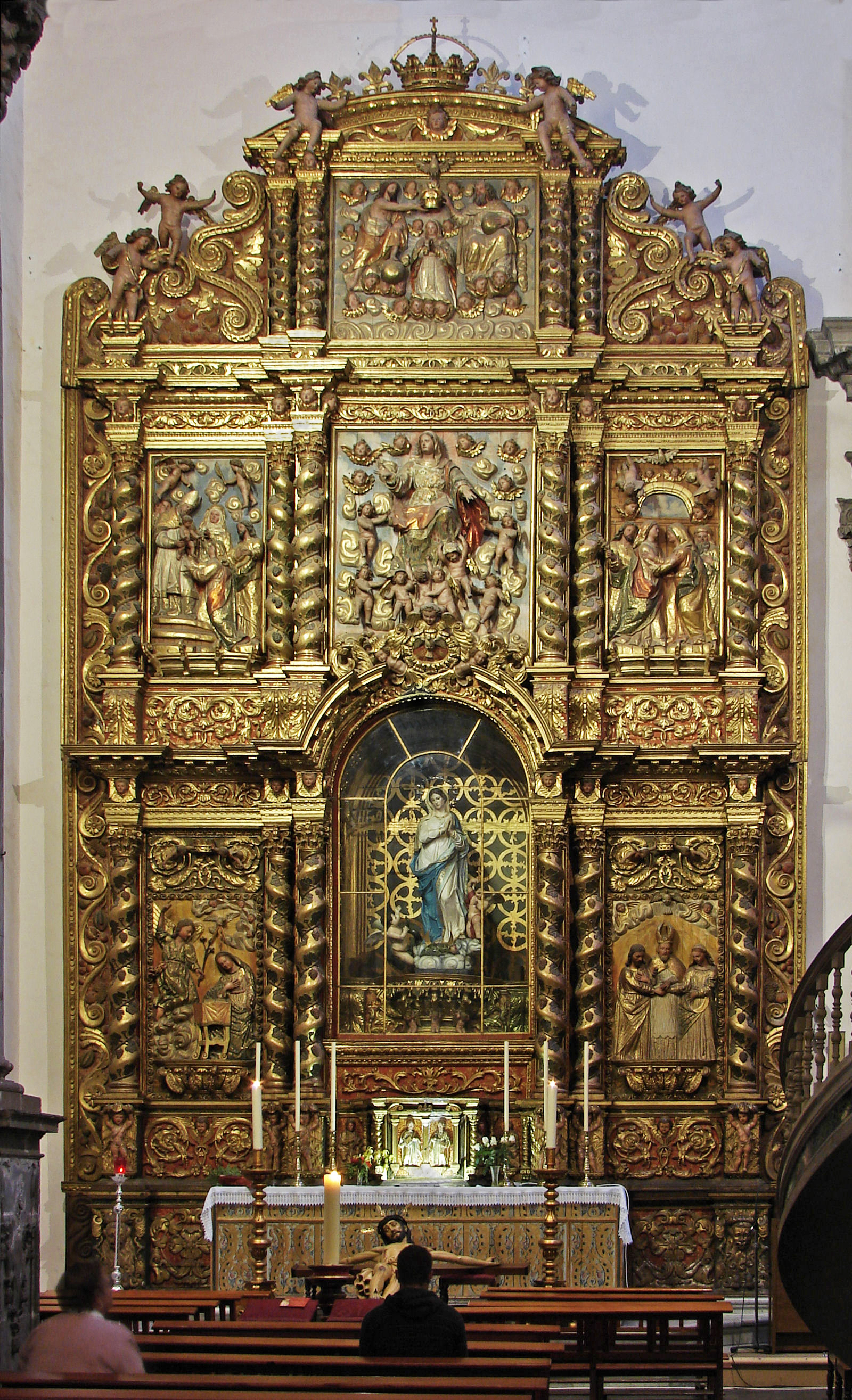
Altar der Unbefleckten Empfängnis

Der Altar auf der Westseite des südlichen Seitenschiffs stammt aus dem 17. Jahrhundert und war bis zum Jahr 1803 der Hauptaltar der Kirche. Er befand sich bis dahin im Altarraum des Hauptschiffs. Zentrale Darstellung des Altars ist eine geschnitzte und farbig gefasste Figur der Jungfrau Maria in einer Nische in der Mitte des Retabels. Sie wurde im Jahr 1824 von dem genuesischen Künstler Angelo Olivari geschaffen. Weiter zeigt der Altar sechs geschnitzte, gefasste und vergoldete Bildtafeln auf drei Ebenen. In der unteren Ebene befindet sich links eine Darstellung der Verkündigung, rechts Mariä Verlobung. In der zweiten Ebene werden die Darstellung im Tempel links, Mariä Himmelfahrt in der Mitte und Mariä Heimsuchung rechts gezeigt. Im obersten Teil ist eine Marienkrönung zu sehen.

### Weitere Altäre
Der Altar auf der Westseite des nördlichen Seitenschiffs ist der Gefangennahme Jesu gewidmet. Auch dieser Altar bestand bereits in der Vorgängerkirche. Er weist in der unteren Ebene drei Nischen auf. In der mittleren Nische der unteren Ebene steht die namensgebende Figur des Señor Preso aus dem 17. Jahrhundert. Auf der linken Seite befindet sich eine Marienfigur aus dem 20. Jahrhundert, auf der rechten Seite ein Heiliger Josef mit Kind aus dem 17./18. Jahrhundert. Die obere Ebene des Altars enthält drei Bilder: In der Mitte eine Darstellung des Heiligen Dominikus aus dem 17. Jahrhundert, auf der linken Seite des Heiligen Josefs und auf der rechten Seite des Martyriums des Heiligen Stefans, beide aus dem 18. Jahrhundert. Das Bild in der obersten Ebene zeigt die Opferung Isaaks, eine Darstellung aus dem 18. Jahrhundert.

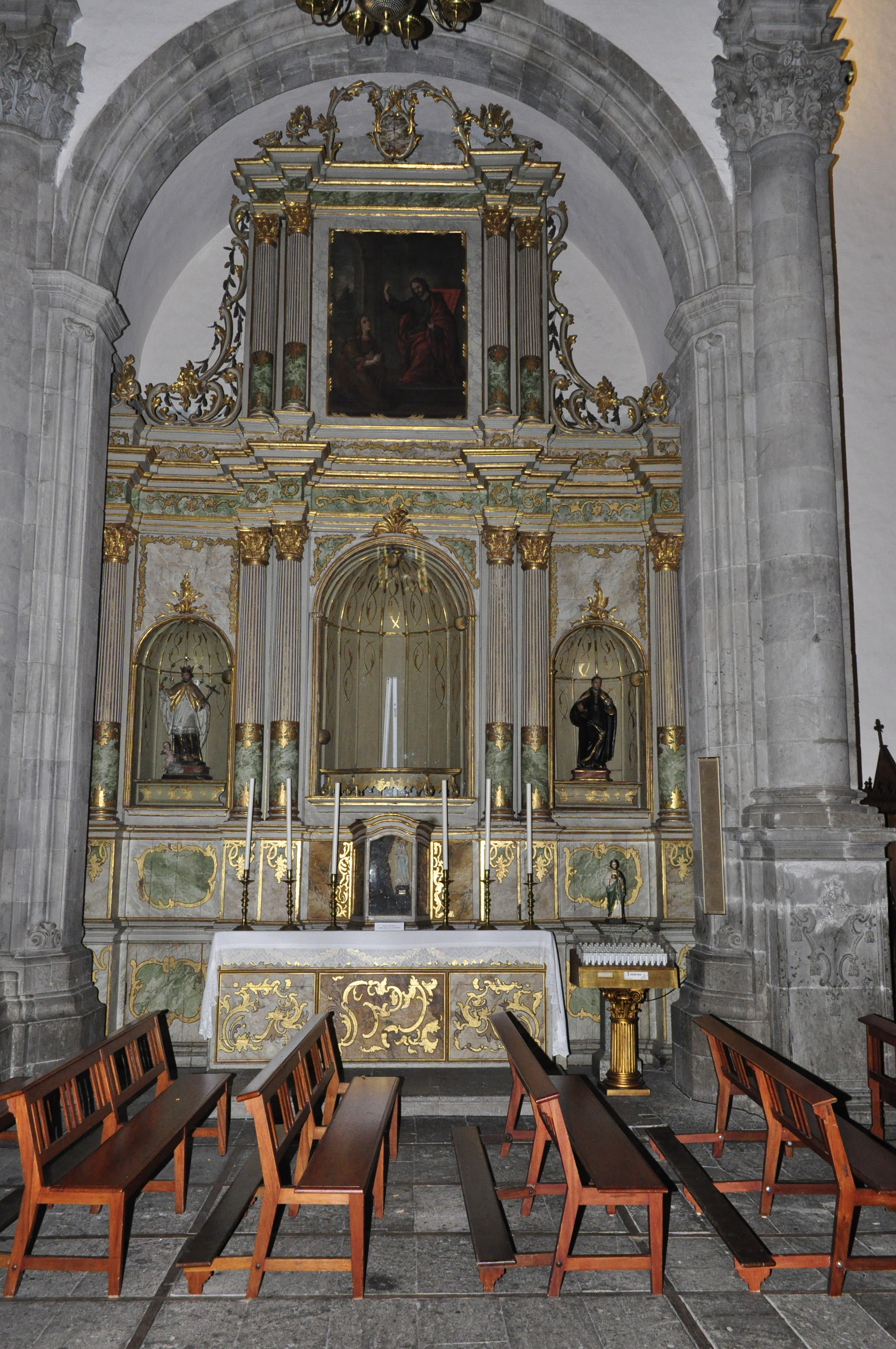
Seitenaltar Nuestra Señora de la Concepción 1
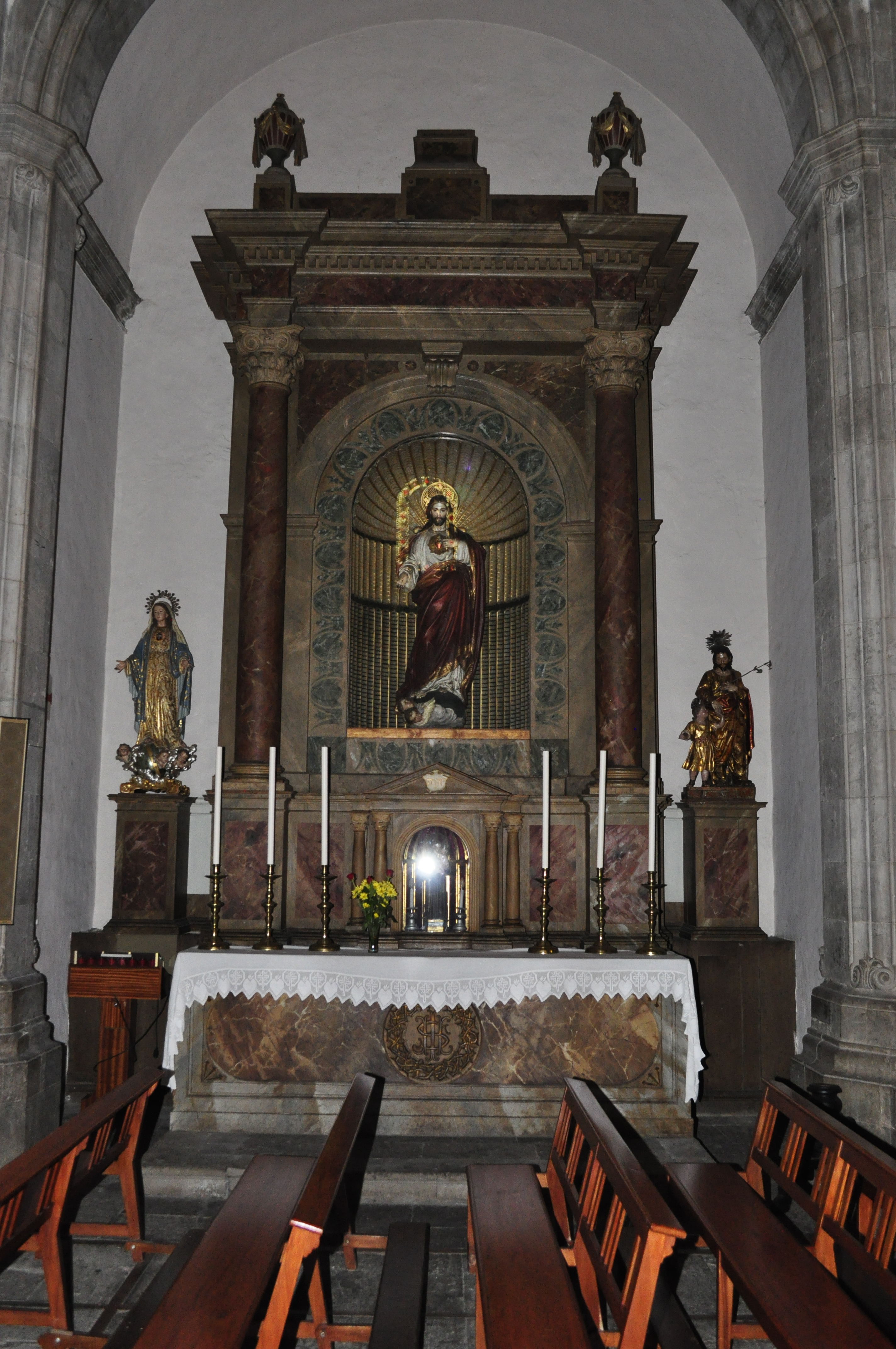
Seitenaltar Nuestra Señora de la Concepción 2
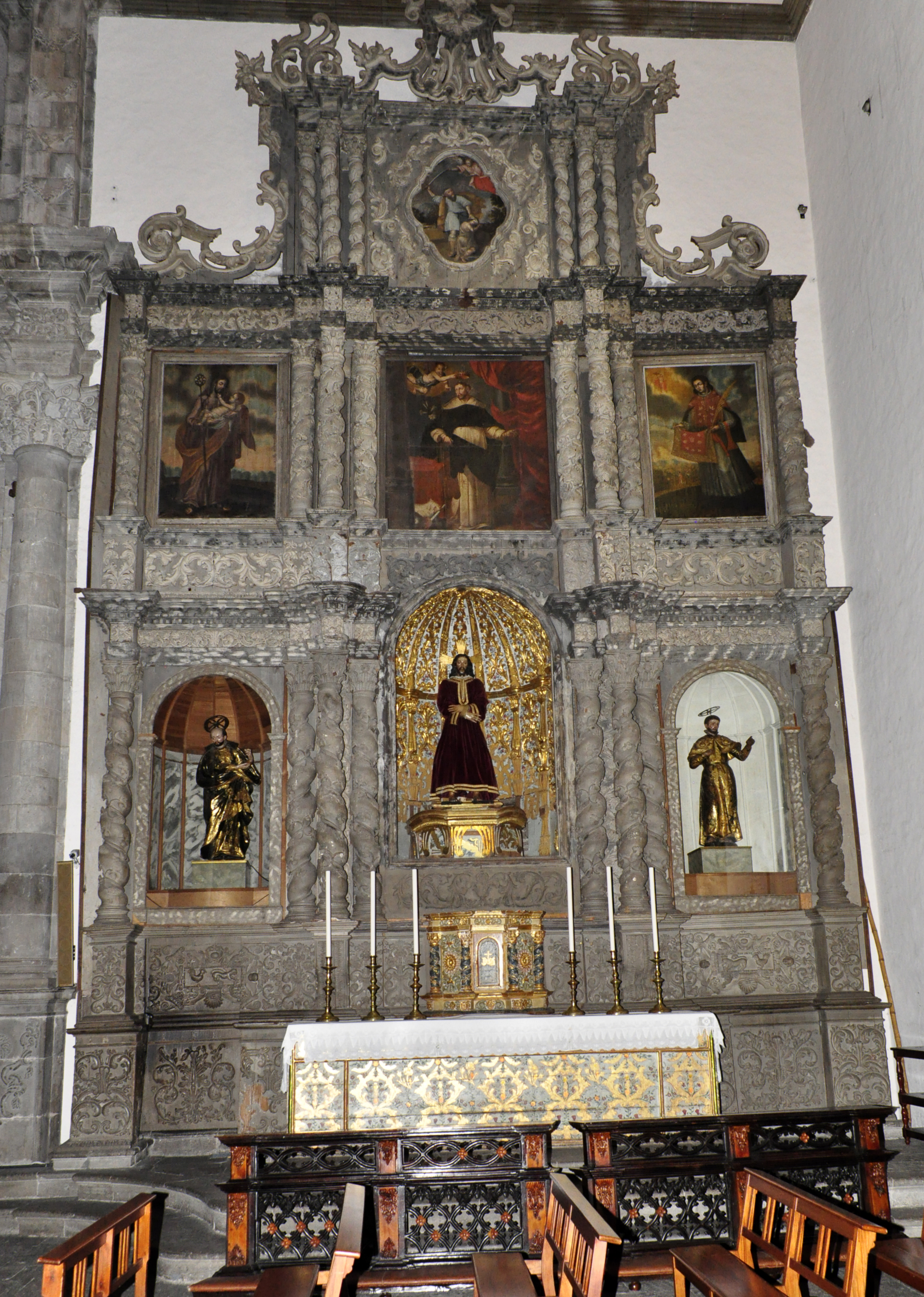
Seitenaltar Nuestra Señora de la Concepción 3

In der östlichen Seitenkapelle der Südseite befindet sich der Altar del Calvario aus dem 19. Jahrhundert. Der Altar de la Candelaria aus dem 19. Jahrhundert steht in der mittleren Seitenkapelle der Südseite. Die Kapellen auf der Nordseite enthalten den Altar de San Pedro aus dem 19. Jahrhundert und den Altar del Sagrado Corazón de Jesús aus dem 20. Jahrhundert.

### Der Schatz der Kirche
Die Räume der Sakristei enthalten eine Sammlung sakraler Geräte, liturgischer Gewänder, ehemaliger Ausstattungsstücke und historischer Bilder, die im Zusammenhang mit der Kirche stehen. Diese Sammlung kann besichtigt werden.